# Pleuroclada
Pleuroclada là một chi rêu trong họ Cephaloziaceae.